# Вухред
Вухред (словен. Vuhred) — поселення в общині Радлє-об-Драві, Регіон Корошка, Словенія. Висота над рівнем моря: 371,2 м.